# 无盐惨案
无盐惨案是于抗日战争期间发生在东平县无盐村的由日伪军制造的屠杀事件。
1939年2月8日，汶上县城日军及仆从军队数百人，自后亭村过大清河。早上10点左右进入无盐村，无盐村部分村民迅速撤离。没来得及撤离的村民被绑住押往村南陈家林，日军随后进入无盐村抢劫，并在抢劫后将无盐村放火焚烧。下午，日军返回陈家林审问村民，期间日军将张常代、陈四、吕学荣等村民杀死。日军于日落后离开无盐。
据统计，在此次惨案中共有八人遇难，数百间房屋被烧毁。